# Boissy-le-Sec
Boissy-le-Sec ist eine französische Gemeinde mit 693 Einwohnern (Stand: 1. Januar 2022) im Département Essonne in der Region Île-de-France; sie gehört zum Arrondissement Étampes und ist Teil des Kantons Étampes. Die Einwohner werden Boissyons genannt.

## Geographie
Boissy-le-Sec befindet sich etwa 46 Kilometer südsüdwestlich von Paris. Umgeben wird Boissy-le-Sec von den Nachbargemeinden Sermaise im Norden, Villeconin im Osten und Nordosten, Brières-les-Scellés im Südosten, Étampes im Süden und Südosten, Boutervilliers im Südwesten, La Forêt-le-Roi im Westen sowie Roinville im Nordwesten.

## Bevölkerungsentwicklung
| Jahr                      | 1962 | 1968 | 1975 | 1982 | 1990 | 1999 | 2006 | 2013 |
| Einwohner                 | 380  | 403  | 405  | 400  | 502  | 624  | 626  | 682  |
| Quelle: Cassini und INSEE |      |      |      |      |      |      |      |      |

## Sehenswürdigkeiten
Siehe aucbh: Liste der Monuments historiques in Boissy-le-Sec
- Kirche Saint-Louis aus dem 12. Jahrhundert, Monument historique seit 1926
- Schloss Boissy-le-Sec aus dem 16. Jahrhundert, Monument historique seit 1984

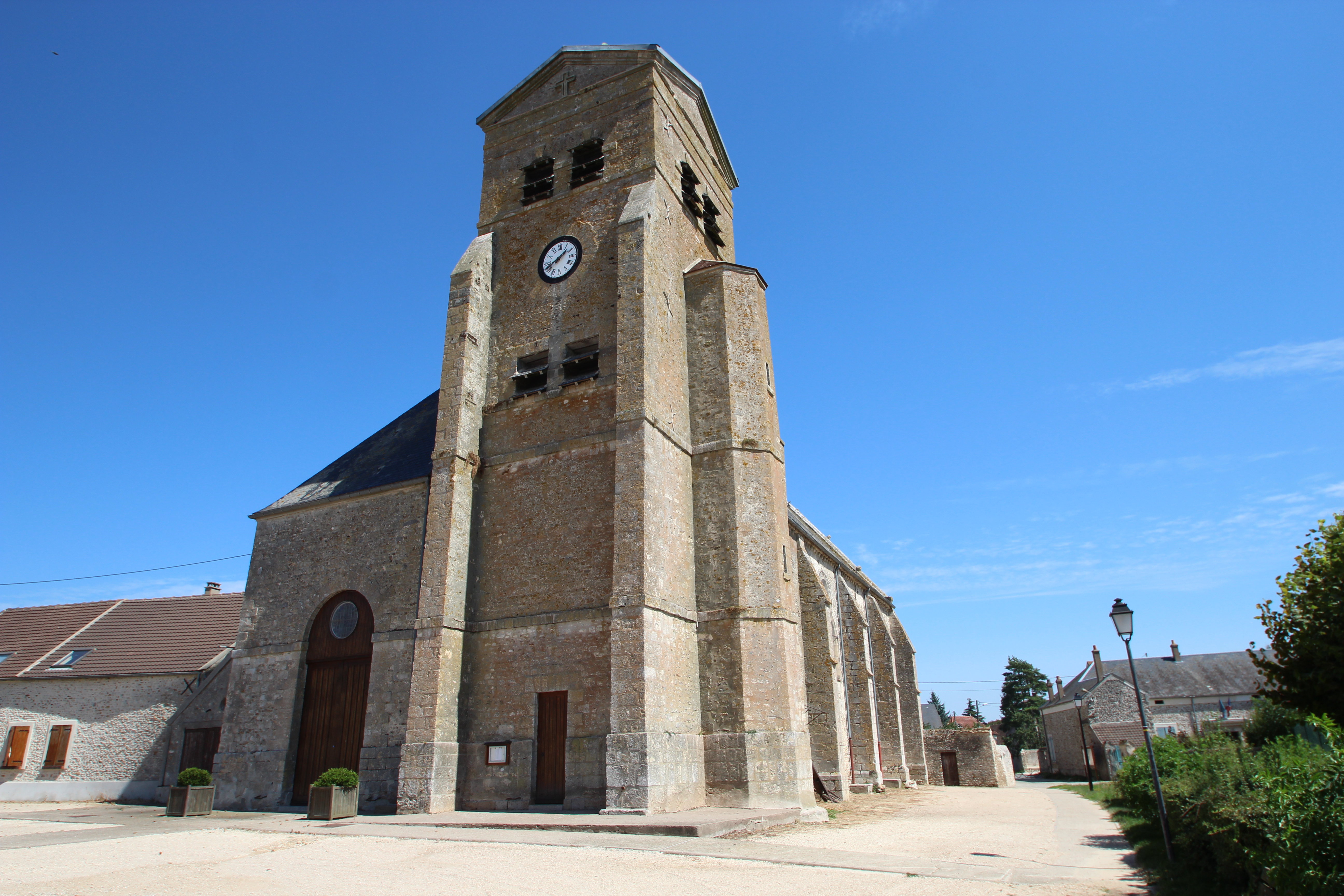
Kirche Saint-Louis
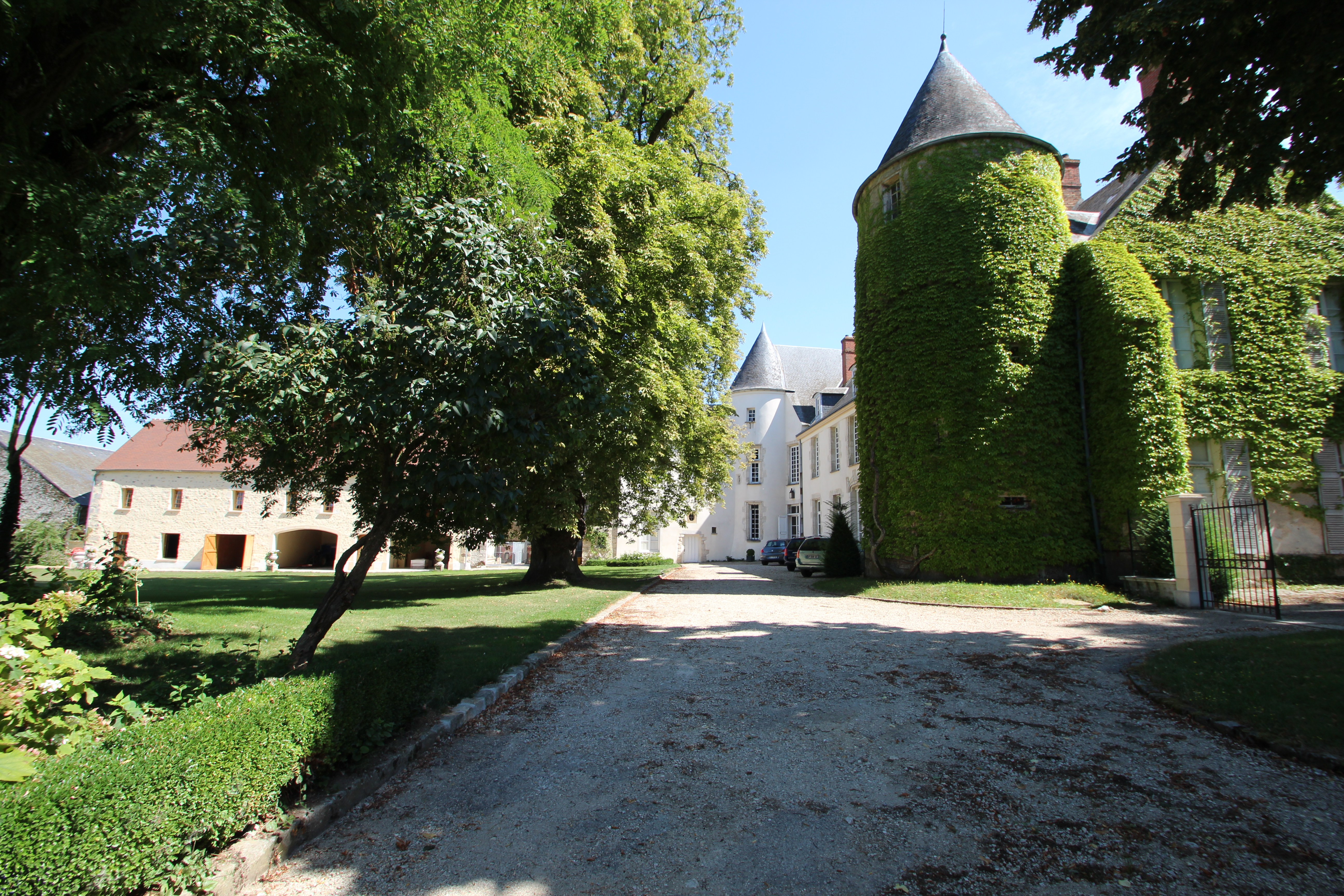
Schloss